# ام‌وی مرکور (۱۹۲۴)
ام‌وی مرکور (۱۹۲۴) (به انگلیسی: MV Merkur (1924)) یک کشتی بود که طول آن ۳۹۳٫۱ فوت (۱۱۹٫۸ متر) بود. این کشتی در سال ۱۹۲۴ ساخته شد.